# Pixelseitenverhältnis

Pixelseitenverhältnis x:y = 1:1

Pixelseitenverhältnis x:y = 2:1

Pixelseitenverhältnis (engl. Pixel Aspect Ratio (PAR)) stellen den Quotienten aus der Breite eines Pixels (meist abgekürzt x) und seiner Höhe (meist abgekürzt y) dar.
Das Pixelseitenverhältnis kann aus dem Verhältnis der Anzeige eines Bildes DAR (Display Aspect Ratio) (z. B. 16:9) und dem Verhältnis der Bildauflösung SAR (Storage Aspect Ratio) (z. B. 1440:1080) ermittelt werden. Generell gilt:
{\displaystyle PAR={DAR \over SAR}}

## Vorkommen
Bei Flüssigkristallbildschirmen sind die physikalischen Pixel eines Panels quadratisch geformt, d. h. jedes Pixel (wiederum bestehend aus 3 Subpixeln: rot, grün und blau) eines solchen Schirms hat sowohl in der Breite als auch in der Höhe die gleiche Länge und damit ein Pixelseitenverhältnis von 1:1.
Bei Plasmabildschirmen kommt es vor, dass ein Gerät mit einer Bildfläche im 16:9-Format trotz quadratischer Pixel keine 16:9-Auflösung hat. Da sich in solchen Fällen der horizontale Abstand der einzelnen Bildpunkte vom vertikalen unterscheidet, sind so durchaus Auflösungen von 1024 × 1024 (1:1) oder 1024 × 768 (4:3) möglich.
Bei der digitalen Speicherung von PAL oder NTSC nach ITU-R BT 601 kommen nicht-quadratische Pixel zum Einsatz. Ein 4:3-Bild entspricht hier einer Auflösung von 720 × 576 (PAL) bzw. 720 × 480 (NTSC) Pixeln, wobei allerdings typischerweise 702 × 576 bzw. 702 × 480 Pixel-Bilder gespeichert werden (links und rechts wird mit jeweils 9 schwarzen Pixeln aufgefüllt). Auf Video-DVDs sind unter anderem die Formate 720 × 576 und 704 × 576 (wegen der Teilbarkeit durch 16) erlaubt. Damit ergibt sich für PAL eine PAR von 1,0940 (768/702) und für NTSC von 0,9117 (640/702).
Häufig ist für PAL der Wert 1,0667 zu finden, der sich durch den Bezug auf eine Breite von 720 Pixeln ergibt (d. h. 768/720 = 16/15). Dieser Wert stimmt nur dann, wenn auch alle 720 × 576 Pixel für das Bild genutzt werden.
Auf einer DVD dürfen Videos auch anamorph gespeichert werden. Dabei wird ein 16:9-Bild in ein 4:3-Bild gequetscht, sodass PARs von 1,4587 (PAL) bzw. 1,21557 (NTSC) entstehen.

## Pixelseitenverhältnis und Standards
Abhängig vom verwendeten Standard sind unterschiedliche Pixelseitenverhältnisse gültig:
| DAR  | PAR                 | PAR                 | PAR         | PAR         | PAR                    | PAR                    |
| DAR  | nach ITU-R BT 601 1 | nach ITU-R BT 601 1 | nach MPEG-4 | nach MPEG-4 | Generisch, nach MPEG-2 | Generisch, nach MPEG-2 |
| DAR  | PAL                 | NTSC                | PAL         | NTSC        | PAL                    | NTSC                   |
| ---- | ------------------- | ------------------- | ----------- | ----------- | ---------------------- | ---------------------- |
| DAR  | (702 × 575) 2       | (702 × 480)³        | (704 × 576) | (704 × 480) | (720 × 576)            | (720 × 480)            |
| 4:3  | 1150/1053 2         | 38800/42651 3       | 12/11       | 10/11       | 16/15                  | 8/9                    |
| 16:9 | 4600/3159 2         | 155200/127953 3     | 16/11       | 40/33       | 64/45                  | 32/27                  |

Erklärung anhand eines Beispiels:
- Auf einem „klassischen“ Fernsehgerät mit einem Seitenverhältnis von 4:3 (DAR = 4/3) wird eine DVD nach dem PAL-Standard mit einer Auflösung von 720 × 576 Pixeln (SAR = 720/576 = 5/4) abgespielt. Daraus ergibt sich ein PAR von 4/3 : 5/4 = 16/15 ≈ 1,066. Das ist der Wert, um den die 720 Pixel einer Zeile des auf der DVD gespeicherten Bildes „horizontal gespreizt“ werden müssen, um es wieder auf den DAR von 4:3 zu bringen.
- Auf einem „neueren“ Fernsehgerät mit einem DAR von 16:9 ergibt sich ein PAR von 16/9 : 5/4 = 64/45 ≈ 1,422. In diesem Fall ist das der Wert, um den die Pixel „horizontal gespreizt“ werden müssen, damit das Bild auf einem 16:9-Bildschirm korrekt dargestellt wird.

## Verschiedene Pixelseitenverhältnisse
|                          | PAR     |
| ------------------------ | ------- |
| Quadratisch              | 1       |
| D1/DV NTSC               | 0,9117  |
| D1/DV NTSC 16:9 anamorph | 1,21557 |
| D1/DV PAL                | 1,0940  |
| D1/DV PAL 16:9 anamorph  | 1,4587  |
| Anamorph 2:1             | 2       |